# Mary Ptikany
Mary Ptikany (1978) is een Keniaanse langeafstandsloopster, die gespecialiseerd is in de marathon.

## Loopbaan
Ptikany's beste prestaties zijn het winnen van de Oostende-Brugge Ten Miles in 2001 (55.16) en de City-Pier-City Loop in 2004 en 2005. Ze behaalde derde plaatsen op de halve marathon van Berlijn in 2004, de marathon van Wenen in 2006 en de marathon van Hongkong in 2007.
In 2003 werd ze zesde op de marathon van Parijs in 2:32.04. In 2006 behaalde ze dezelfde plaats op de Tokyo International Women's Marathon in een tijd van 2:34.31.

## Persoonlijke record s
| Onderdeel      | Prestatie | Datum             | Plaats         |
| -------------- | --------- | ----------------- | -------------- |
| 25.000 m       | 1:27.06,3 | 21 september 2002 | Mengerskirchen |
| 10 km          | 32.39     | 30 september 2007 | Remich         |
| 15 km          | 49.37     | 20 april 2006     | Berlijn        |
| 10 Eng. mijl   | 53.39     | 23 september 2001 | Zaandam        |
| 20 km          | 1:06.13   | 2 april 2006      | Berlijn        |
| halve marathon | 1:09.43   | 2 april 2006      | Berlijn        |
| 25 km          | 1:19.53   | 9 mei 2010        | Berlijn        |
| 30 km          | 1:45.10   | 13 mei 2007       | Essen          |
| marathon       | 2:29.45   | 30 oktober 2005   | Frankfurt      |

## Palmares

### 10 Eng. mijl
- 2001:  Oostende-Brugge Ten Miles - 55.16
- 2001: 4e Dam tot Damloop - 53.39

### halve marathon
- 2000: 4e halve marathon van Egmond - 1:14.48
- 2000: ?e Greifenseelauf - 1:12.56
- 2003: ?e halve marathon van Miyazaki - 1:12.19
- 2004:  City-Pier-City Loop - 1:13.36
- 2004:  halve marathon van Berlijn - 1:11.32
- 2005:  City-Pier-City Loop - 1:10.18
- 2006:  halve marathon van Sevilla
- 2006:  halve marathon van Berlijn - 1:09.43
- 2007:  Route du Vin - 1:10.13
- 2009:  Lille halve marathon - 1:07.00

### marathon
- 2000:  marathon van Amsterdam - 2:32.04
- 2002: 7e marathon van Parijs - 2:35.07
- 2003: 6e marathon van Parijs - 2:32.04
- 2004:  Karstadt-Marathon (Essen) - 2:32.17
- 2005:  Karstadt-Marathon - 2:30.22
- 2005: 4e marathon van Frankfurt - 2:29.45
- 2006:  marathon van Wenen - 2:31.29
- 2006: 6e marathon van Tokio - 2:34.31
- 2007:  marathon van Hongkong - 2:40.13
- 2007:  Karstadt-Marathon - 2:30.08
- 2008: 5e marathon van Los Angeles - 2:40.13
- 2008:  Karstadt-Marathon - 2:36.09
- 2012:  marathon van Belgrado - 2:42.47